# 格倫城堡

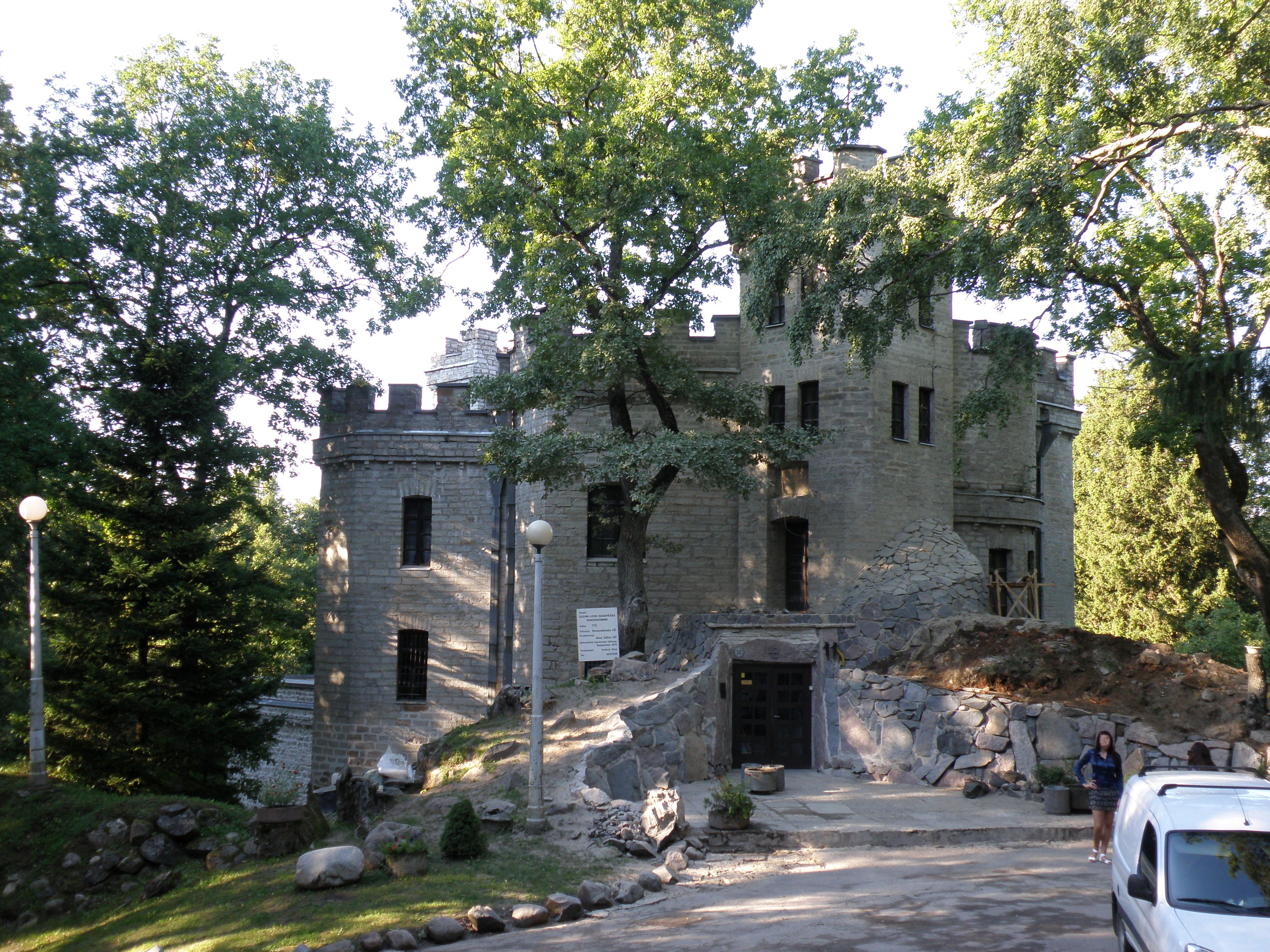
格倫城堡

格倫城堡是位於愛沙尼亞首都塔林諾姆區的一座城堡。格倫城堡竣工於1886年。一戰之後格倫城堡荒廢。1960年代開始，城堡得到重建，並在1977年3月24日竣工。

## 外部連結
- Official page at the website of Tallinn University of Technology （文）
- Mustamäe Manor at Estonian Manors Portal

59°23′15″N 24°39′14″E / 59.38750°N 24.65389°E